# RSI La 1
RSI La 1 es un canal de televisión público suizo en lengua italiana. Perteneciente al grupo de comunicación público Radiotelevisione svizzera di lingua italiana, que a su vez está integrada dentro del grupo de comunicación público Suizo SRG SSR.

## Historia
La Televisione svizzera di lingua italiana (TSI) comenzó sus emisiones en noviembre de 1961.
La cadena comenzó su emisión en color en el año 1968, mucho antes que la RAI, que se pasó al color a finales del año 1976. Es el primer canal en lengua italiana en emitir su programación en color.
De 1993 a 1997, la empresa británica de diseño gráfico Lambie-Nairn realizó para TSI los identificadores y las cortinillas publicitarias del trovador enmascarado, interpretado por el actor británico Chook Sibtain.
Coincidiendo con la creación del segundo canal del grupo TSI 2 en el año 1997, la cadena fue rebautizada como TSI 1.
El 1 de marzo de 2009, las corporaciones públicas de radio y de televisión en lengua italiana de Suiza se fusionaron bajo una único grupo, la Radiotelevisione svizzera di lingua italiana (RSI). Coincidiendo con este cambio, TSI 1 pasó a llamarse RSI La 1.
RSI La 1 es una cadena generalista que no solo emite en el Cantón del Tesino y en el sur del Cantón de los Grisones sino que también emite en otras regiones de Suiza en las que hay hablantes de italiano y en el norte de Italia.

## Identidad Visual

logotipo de RSI La 1 de 2009 a 2012
Logotipo actual de RSI La 1
Logotipo actual de RSI La 1 HD

## Programación

### Información
- Telegiornale nazionale : ediciones a las 12:30, 20:00 y 23:00.
- Il Regionale : informativo regional.
- La Meteo
- Falò
- Il Quotidiano
- L'Agenda

### Magacines
- Interbang!?
- Mi ritorna in mente
- Origami
- Scacciapensieri
- Storie
- EtaBeta
- TV Spot
- Un'ora per voi

### Entretenimiento
- Attenti a quei due...
- Cash
- Celomanca
- Pausa Pranzo
- Spaccatredici
- UnoNessunoCentomila
- Zerovero

### Deportes
- Giro de Italia
- Tour de Francia